# Follow Me (2020)
Follow Me, ook bekend als No Escape, is een Amerikaanse mystery-horrorfilm uit 2020, geregisseerd door Will Wernick. De hoofdrollen worden vertolkt door Keegan Allen, Holland Roden, Denzel Whitaker, Ronen Rubinstein, Pasha D. Lychnikoff, George Janko en Siya. De film werd uitgebracht op 16 juli 2020 in Australië en op 18 september 2020 in de Verenigde Staten.

## Verhaal
Social mediapersoonlijkheid Cole Turner reist samen met zijn vrienden Erin, Dash, Samantha en Thomas naar Moskou om gedurfde nieuwe content te maken. Aldaar worden ze door Alexei Koslov, een rijke Russische fan van Cole, uitgenodigd om deel te nemen aan een Escape Room die hen in angstige situaties zal brengen. De groep moet vechten om te ontsnappen en te overleven.

## Rolverdeling
| Acteur              | Personage           |
| ------------------- | ------------------- |
| Keegan Allen        | Cole Turner         |
| Holland Roden       | Erin Isaacs         |
| Denzel Whitaker     | Thomas              |
| Ronen Rubinstein    | Alexei Koslov       |
| Pasha D. Lychnikoff | Andrei              |
| George Janko        | Dash Hill           |
| Siya                | Samantha "Sam" Mato |
| Emilia Ares         | Viktoria            |
| Kimberly Quinn      | Laura Turner        |

## Productie
Follow Me werd opgenomen in Los Angeles en Moskou.

## Release
In Australië werd Follow Me uitgebracht op 16 juli 2020. De première in de Verenigde Staten volgde op 18 september 2020.